# Doștat
Doștat (em húngaro: Hosszútelke, em alemão: Thorstadt) é uma comuna romena localizada no distrito de Alba, na região histórica da Transilvânia. A comuna possui uma área de 61.50 km² e sua população era de 1019 habitantes segundo o censo de 2007.